# Gunther Reinhart

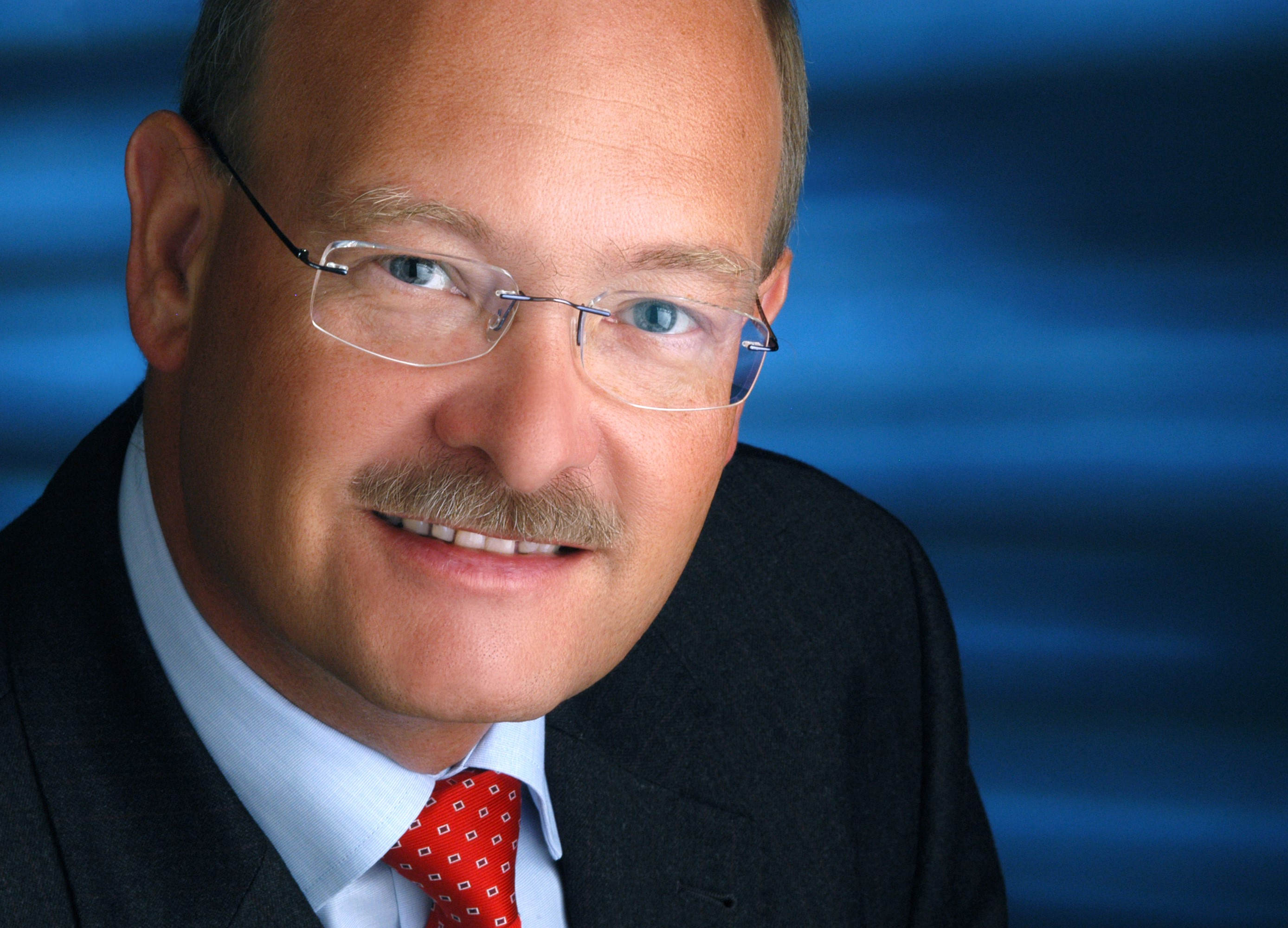
Prof. em. Dr.-Ing. Gunther Reinhart, ehemaliger Professor der Technischen Universität München und Mitgründer des Fraunhofer IGCV.

Gunther Reinhart (* 17. Mai 1956 in Moers) ist ein deutscher Ingenieurwissenschaftler, Manager und Hochschullehrer sowie Mitgründer und Leiter des Fraunhofer-Instituts für Gießerei-, Composite- und Verarbeitungstechnik IGCV. Von 1993 bis 2002 und von 2007 bis 2020 leitete er als Universitätsprofessor das Institut für Werkzeugmaschinen und Betriebswissenschaften (iwb) der Technischen Universität München und war Ordinarius des Lehrstuhls für Betriebswissenschaften und Montagetechnik. Seine Spezialgebiete sind die Produktionstechnik, Betriebswissenschaften und Fabrikanlagen.

## Werdegang und berufliche Laufbahn
Nach seinem Abitur am Alexander-von-Humboldt-Gymnasium Schweinfurt studierte Gunther Reinhart von 1976 bis 1982 Maschinenbau mit der Fachrichtung Konstruktion und Entwicklung an der Technischen Universität München (TUM). 1987 schloss er seine Promotion auf dem Gebiet der Produktionsautomatisierung am Institut für Werkzeugmaschinen und Betriebswissenschaften (iwb) der TUM bei Joachim Milberg ab.
Von 1988 bis 1993 war er in leitenden Funktionen bei der BMW AG in München und Dingolfing tätig: Von 1988 bis 1989 war er Referent für Fertigungstechnik und zuständig für Humanisierungs- und Rationalisierungsprojekte im Werk Dingolfing. Von 1989 bis 1991 leitete er die Abteilung „Handhabungs- und Schweißtechnik“ im Forschungs- und Ingenieurzentrum München. Von 1991 bis 1993 leitete er die Karosserielackiererei im Werk München. 1993 wurde er, in Nachfolge von Joachim Milberg, auf den Lehrstuhl für Lehrstuhl für Betriebswissenschaften und Montagetechnik an der TUM und in die Leitung des iwb berufen. Ab 1995 war er zudem als Direktor des Instituts für Produktion an der TUM-Fakultät für Maschinenwesen tätig.
2002 wechselte Gunther Reinhart zurück in die Industrie und war Vorstand für Technik und Markt sowie Arbeitsdirektor der IWKA Aktiengesellschaft (heute Teil der KUKA AG) in Karlsruhe. Schwerpunkte seiner Arbeit waren dort die Innovierung der Produktion und die Erschließung neuer Märkte. Ende 2007 kehrte er zurück ans iwb, das er – gemeinsam mit Michael F. Zäh – bis zu seiner Emeritierung von der TUM im Oktober 2020 leitete.
2008, nach Rückkehr aus der Industrie, verfolgte Gunther Reinhart die Weiterentwicklung der produktionstechnischen Forschung in Bayern mit starker Ausrichtung auf die Ressourceneffizienz. Neben dem Ausbau des iwb in Garching widmete er sich besonders der Produktionsforschung in Augsburg, speziell dem Anwenderzentrum Augsburg. Diese vom iwb betriebene eigenständige Forschungseinrichtung sollte zu einem Fraunhofer-Institut für ressourceneffiziente Produktion am Standort Augsburg werden. Hierzu gründete Gunther Reinhart die Fraunhofer-Projektgruppe „Ressourceneffiziente mechatronische Verarbeitungsmaschinen RMV“. In Zusammenarbeit mit dem iwb und angekoppelt an das Fraunhofer-Institut für Werkzeugmaschinen und Umformtechnik IWU in Chemnitz nahm die Projektgruppe unter der Leitung von Gunther Reinhart ihre Arbeit im Mai 2009 auf. Zusammen mit zwei weiteren Projektgruppen entstand daraus 2016 die Fraunhofer-Einrichtung, aus der später das Fraunhofer-Institut für Gießerei-, Composite- und Verarbeitungstechnik IGCV wurde. Am Fraunhofer IGCV war Gunther Reinhart Teil der dreiköpfigen Institutsleitung und übernahm zudem in den Jahren 2016 bis 2019 die geschäftsführende Leitung des Instituts. Im Oktober 2020 verließ er das Institut in den Ruhestand.

## Ehrungen
- Otto-Kienzle-Gedenkmünze der Wissenschaftlichen Gesellschaft für Produktionstechnik (WGP) (1990)[7]
- European Industrial Ethernet Award (2010)

## Gremienarbeit und Mitgliedschaften

### Aktuelle Aktivitäten
- Seit 1995: Mitglied der Wissenschaftlichen Gesellschaft für Produktionstechnik (WGP)[8], von 2008 bis 2010 als deren Präsident.
- Seit 1997: Mitglied der Internationalen Akademie für Produktionstechnik (CIRP), seit 2023 als gewähltes aktives Mitglied.[9] Unter seiner Leitung entstanden das CIRP Wörterbuch der Fertigungstechnik IV – Montage (2011) und die CIRP Encyclopedia of Production Engineering (2014)
- Seit 2001: Mitglied Deutschen Akademie der Technikwissenschaften (acatech)[10]
- Seit 2011: Mitglied der Wissenschaftlichen Gesellschaft für Produktentwicklung (WiGeP)[11][12]. Die Gesellschaft entstand 2011 aus der Fusion des Berliner Kreises – Wissenschaftliches Forum für Produktentwicklung e.V. und der WGMK – Wissenschaftliche Gesellschaft für Maschinenelemente, Konstruktionstechnik und Produktentwicklung e.V.
- Seit 2012: Mitgründer und Mitglied Wissenschaftliche Gesellschaft für Montage, Handhabung und Industrierobotik – WG-MHI e.V.[13][14]

### Abgeschlossene Aktivitäten
- 1996 bis 2003: Mitglied der Wissenschaftlichen Gesellschaft Lasertechnik und Photonik e.V. (WLT)[15]
- 2004 bis 2009: Sitz im Wissenschaftlich-Technischen Beirat (WTB)[16] der Bayerischen Staatsregierung
- 2000 bis 2010: Mitglied der Europäischen Akademie für Betriebswissenschaften (AIM)[17]
- 2003 bis 2013: Sitz im Hochschulrat der Hochschule für Technik, Karlsruhe (heute Hochschule Karlsruhe (University of Applied Sciences))
- 2003 bis 2022: Mitglied im Kuratorium des Fraunhofer IAO

## Forschungsgebiete
In seiner Forschung beschäftigt sich Gunther Reinhart insbesondere mit produktionsorientierten Fragestellungen. Die Schwerpunkte seiner Forschungsinhalte und Themenschwerpunkte liegen in den Bereichen Fabrik- und Anlagenplanung/-betrieb, Additive Fertigung, Montage und Demontage, Mensch und Produktion – Arbeitsgestaltung, Produktionsplanung und -steuerung (PPS), Robotik (Mobile Roboter, Mensch-Roboter-Kooperation), Cyber-physische Produktionssysteme, Ressourceneffizienz in der Produktion sowie Batterieproduktion.

## Forschungsprojekte (Auswahl)
- DFG-Projekt: Integrierte Planung RFID-basierter Materialflusssysteme und Produktionsanlagen,[18] Deutsche Forschungsgemeinschaft Projektnummer 426221637 [abgerufen am 5. Mai 2023].
- DFG-Projekt: Erhöhung des Wirkungsgrads von Getrieben durch den Einsatz generativ gefertigter, konturnah gekühlter Zahnräder,[19] Deutsche Forschungsgemeinschaft Projektnummer 200505896 [abgerufen am 5. Mai 2023]
- Sonderforschungsbereich DFG-SFB 336/TFB 29: Montageautomatisierung durch Integration von Konstruktion und Planung – Sprecher und Teilprojektleiter,[20] Deutsche Forschungsgemeinschaft Projektnummer 5484741 [abgerufen am 5. Mai 2023]
- Projekt Bayerische Forschungsstiftung: BeKoMi Beanspruchungs- und kompetenzorientierte Mitarbeitereinsatzplanung,[21] Bayerische Forschungsstiftung [abgerufen am 5. Mai 2023]
- DFG-Projekt: Auswirkungen von Planungsfreiräumen auf logistische Zielgrößen bei einfachen und komplexen Wertschöpfungsnetzwerken,[22] Deutsche Forschungsgemeinschaft Projektnummer 5484741334 [abgerufen am 5. Mai 2023]
- DFG-Projekt: Automatische Konfiguration von Robotersystemen mittels Zustandsmodelle,[23] Deutsche Forschungsgemeinschaft Projektnummer 193684924 [abgerufen am 5. Mai 2023]
- Projekt CPS: Robotergestütztes Abfüllkonzept für die individualisierte Getränkebereitstellung – RoboFill 4.0,[24] Bayerische Forschungsstiftung vom 6. Mai 2023.
- DFG-SFB 453: Wirklichkeitsnahe Telepräsenz und Teleaktion,[25] Deutsche Forschungsgemeinschaft Projektnummer 5483261 (Stellv. Sprecher und Teilprojektleiter) [abgerufen am 6. Mai 2023].
- DFG-SFB 768: SFB 768: Zyklenmanagement von Innovationsprozessen – Verzahnte Entwicklung von Leistungsbündeln auf Basis technischer Produkte,[26] Deutsche Forschungsgemeinschaft Projektnummer 33237764 vom 6. Mai 2023 (Sprecher und Teilprojektleiter) [abgerufen am 6. Mai 2023].
- Verbundprojekt Bayerische Forschungsstiftung: FOREnergy – Die Energieflexible Fabrik,[27] Bayerische Forschungsstiftung (Sprecher und Teilprojektleiter) [abgerufen am 6. Mai 2023].
- BMBF-Verbundprojekt Kopernikus SynErgie: Flexible Anpassung der industriellen Stromnachfrage an das Stromangebot,[28] (Teilprojektleiter) [abgerufen am 6. Mai 2023].
- BMBF-Verbundprojekt ProZell: Kompetenzcluster zur Batteriezellproduktion,[29] Bundesministerium für Bildung und Forschung (Teilprojektleiter und Mitglied des Managementkreises) [abgerufen am 6. Mai 2023].

## Werke (Auszug)

### Als Autor
- Gunther Reinhart: Flexible Automatisierung der Konstruktion und Fertigung elektrischer Leitungssätze. iwb-Forschungsberichte, Vol. 12. Dissertation, Springer, Berlin/Heidelberg 1988. doi:10.1007/978-3-662-07252-3.
- Gunther Reinhart, Ralf Cuiper: Assembly Process and Assembly Control Development – a Holistic and Consistent Approach. In: CIRP Annals – Manufacturing Technlogy. Band 48, Nr. 1, 1999, ISSN 0007-8506, S. 25–28. doi:10.1016/S0007-8506(07)63124-2.
- Gunther Reinhart, Jürgen Höppner: Non-contact Handling Using High-Intensity Ultrasonics. In: CIRP Annals – Manufacturing Technlogy. Band 49, Nr. 1, 2000, ISSN 0007-8506 S. 5–8. doi:10.1016/S0007-8506(07)62884-4.
- Gunther Reinhart, Josef Gartner: Reduction of Systematic Dosing Inaccuracies during the Application of Highly Viscous Substances. In: CIRP Annals – Manufacturing Technlogy. Band 50, Nr. 1, 2001, ISSN 0007-8506, S. 1–4. doi:10.1016/S0007-8506(07)62057-5.
- Gunther Reinhart, T. Angerer: Automated Assembly of Mechatronic Products. In: CIRP Annals – Manufacturing Technlogy. Band 51, Nr. 1, 2002, ISSN 0007-8506, S. 1–4, doi:10.1016/S0007-8506(07)61453-X.
- Gunther Reinhart, Christian Patron: Integrating Augmented Reality in the Assembly Domain – Fundamentals, Benefits and Applications. In: CIRP Annals – Manufacturing Technlogy. Band 52, Nr. 1, 2003, ISSN 0007-8506, S. 5–8, doi:10.1016/S0007-8506(07)60517-4.
- Gunther Reinhart, Stella M. Clarke, Bernd Petzold, Johannes Schilp, Joachim Milberg: Telepresence as a Solution to Manual Micro-Assembly. In: CIRP Annals – Manufacturing Technlogy. Band 53, Nr. 1, 2004, ISSN 0007-8506, S. 21–24. doi:10.1016/S0007-8506(07)60636-2.
- Gunther Reinhart, Jochen Werner: Flexible Automation for the Assembly in Motion. In: CIRP Annals – Manufacturing Technlogy. Band 56, Nr. 1, 2007, ISSN 0007-8506, S. 25–28. doi:10.1016/j.cirp.2007.05.008.
- Gunther Reinhart, Ulrich Munzert, Wolfgang Vogl: A programming system for robot-based remote-laser-welding with conventional optics. In: CIRP Annals – Manufacturing Technlogy. Band 57, Nr. 1, 2008, ISSN 0007-8506, 2008, S. 37–40. doi:10.1016/j.cirp.2008.03.120.
- Gunther Reinhart, William Tekouo: Automatic programming of robot-mounted 3D optical scanning devices to easily measure parts in high-variant assembly. In: CIRP Annals – Manufacturing Technlogy. Band 58, Nr. 1, 2009, ISSN 0007-8506, S. 25–28. doi:10.1016/j.cirp.2009.03.125.
- Jakob Kurfer, Markus Westermeier, Christoph Tammer, Gunther Reinhart: Production of large-area lithium-ion cells – Preconditioning, cell stacking and quality assurance. In: CIRP Annals – Manufacturing Technlogy. Band 61, Nr. 1, 2012, ISSN 0007-8506, S. 1–4. doi:10.1016/j.cirp.2012.03.101.
- Stefan Krotil, Christoph Richter, Gunther Reinhart: Online-simulation of fluidic processes in early design of plant development using SPH. In: CIRP Annals – Manufacturing Technlogy. Band 65, Nr. 1, 2016, ISSN 0007-8506, S. 161–164. doi:10.1016/j.cirp.2016.04.122.

### Als Herausgeber
- mit Udo Lindemann und Joachim Heinzl: Qualitätsmanagement. Springer-Verlag, Berlin/Heidelberg/New York 1996, ISBN 978-3-642-80210-2.
- mit K. Feldmann: Simulationsbasierte Planungssysteme für Organisation und Produktion. Springer-Verlag, Berlin/Heidelberg, 2000, ISBN 978-3-662-42588-6.
- mit Eberhard Abele und Peter Nyhuis: Wandlungsfähige Produktionssysteme, Springer-Verlag, Berlin/Heidelberg 2003, ISBN 978-3-939026-96-9.
- mit Eberhard Abele: Zukunft der Produktion. Hanser-Verlag, München, 2011, ISBN 978-3-446-42805-8.
- in Zusammenarbeit mit der Internationalen Akademie für Produktionstechnik (CIRP): CIRP Encyclopedia of Production Engineering. Springer-Verlag, Heidelberg/Dordrecht/London/New York 2011, ISBN 978-3-642-12006-0 (Print), ISBN 978-3-642-12007-7 (E-Book). doi:10.1007/978-3-642-12007-7.
- mit Birgit Vogel-Heuser und Udo Lindemann: Innovationsprozesse zyklenorientiert managen. Springer-Verlag, Berlin/Heidelberg 2014, ISBN 978-3-662-44931-8. doi:10.1007/978-3-662-44932-5.
- Handbuch Industrie 4.0, Hanser-Verlag, München 2017, ISBN 978-3-446-44642-7.
- mit Alejandro Magaña Flores und Carola Zwicker: Industrieroboter: Planung – Integration – Trends. Vogel Communications Group, Würzburg 2018, ISBN 978-3-8343-3401-5.